# Sampiero Corso

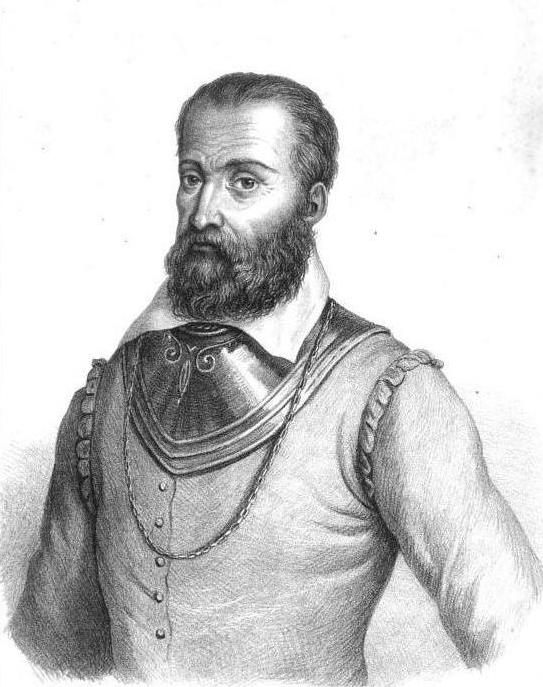

Sampiero Corso of Sampiero da Bastelica  (Corsicaans: Sampieru Corsu) (Bastelica, 1498 – 17 januari 1567) was een Corsicaans ridder.

## Levensloop
Hij werd geboren in Bastelica op Corsica en trad in dienst als condottiere van de Medici van Florence. Vanaf 1547 streed hij in dienst van de Franse koning Hendrik II in de Italiaanse Oorlogen. Met een Frans-Turkse vloot leidde hij een leger naar Corsica om het eiland op de Genuezen te veroveren. Hij slaagde erin achtereenvolgens Bastia, Ajaccio en Bonifacio te veroveren. Door de Vrede van Cateau-Cambrésis (1559) kwam Corsica echter opnieuw toe aan Genua. Terug op Corsica werd hij in 1567 vermoord door zijn schoonfamilie, nadat hij eerst zelf zijn vrouw had vermoord op grond van overspel.

## Nalatenschap
Door Corsicaanse nationalisten wordt Corso als held gevierd. Zijn bronzen standbeeld, ontworpen door Vital-Dubray, staat in zijn geboortestad Bastelica.